# Chris Williamson
Christopher Williamson (16 de septiembre de 1956) es un político británico del Partido Laborista. Ha sido diputado para Derby North (Derby del Norte) desde 8 de junio de 2017, tras haber ocupado anteriormente el mismo escaño desde 2010 hasta 2015.

## Biografía
En octubre de 2010, el nuevo líder del partido, Ed Miliband, eligió a Williamson para el puesto de Shadow Minister (portavoz de la Oposición Parlamentaria) de Comunidades y Gobierno Local, cargo que ocupó durante 3 años hasta octubre de 2013.
Poco después de las elecciones generales de 2017, en la que Williamson recuperó su escaño, Jeremy Corbyn eligió a Williamson para otro puesto de portavoz de la Oposición para Servicios Contra Incendios. Sin embargo, Williamson renunció dicho puesto el 11 de enero de 2018 con el fin de hacer campaña sobre una «serie más amplia de temas».
También ha sido un concejal en Derby, representando el barrio de Normanton desde 1991 hasta su renuncia en 2011. Sirvió como líder del Ayuntamiento de Derby dos veces.